# Eugen Kappler
Eugen Kappler (* 1. April 1905 in Schömberg, Württemberg; † 31. Oktober 1977 in Münster) war ein deutscher Physiker.
Eugen Kappler besuchte das Realgymnasium in Calw und studierte in Tübingen und München Philosophie, Physik und Mathematik. In München promovierte er bei Walther Gerlach mit einer grundlegenden Arbeit über die molekularkinetisch angeregten Drehschwingungen eines Torsionspendels. Er beobachtete die durch die Brownsche Molekularbewegung bedingten Schwankungen eines sehr kleinen an einem sehr dünnen Quarzfaden aufgehängten Spiegels, bekannt als „Kappler-Versuch“.
Damit gelang ihm die zu seiner Zeit genaueste Bestimmung der Loschmidtschen Zahl bzw. Avogadrozahl.
Nach der Habilitation (München 1939) und einem planmäßigen Extraordinariat für Physik wurde er 1949 ordentlicher Professor für Experimentalphysik an der Westfälischen Wilhelms-Universität in Münster. Kappler richtete das Physikalische Institut im ehemaligen 1911/12 erbauten Provinzial-Schulkollegium am Schlossplatz ein; im Bombenkrieg 1943 war das gegen 1900 erbaute, zwischen Aa und Johannis-Straße gelegene Institutsgebäude völlig zerstört worden.
Eugen Kappler widmete sich wissenschaftlich den Eigenschaften von Edelmetallkontakten, der Bestimmung der Härte metallischer Werkstoffe, ihrer plastischen Deformation und der Eigenschaften äußerst fehlstellenarmer Einkristalle.
Zu seinen Doktoranden zählt Ulrich Bonse.